# Vansø
Vansø er en lille privat ejet sø på knap 15 hektar, der ligger ca. 6 km nordøst for Viborg. Søen ligger i samme tunneldal som Tjele Langsø, som den også har afløb gennem via Tjele Å

## Eksterne kilder og henvisninger
- Danmarks Søer, Søerne i Nordjyllands og Viborg Amter, af Thorkild Høy m.fl. ISBN 87-7717-200-0
- Om Vansø Arkiveret 16. januar 2022 hos  Wayback Machine på Viborg Kommunes websted

56°32′5.56″N 9°32′2.66″Ø / 56.5348778°N 9.5340722°Ø